# Philippine Elisabeth Cäsar

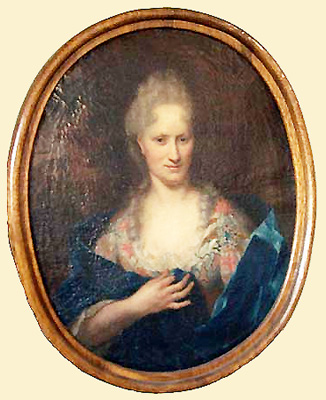
Philippine Elisabeth Cäsar

Philippine Elisabeth Cäsar (* 6. März 1686 in Kassel; † 14. August 1744 in Meiningen) war die erste Gemahlin des Herzogs Anton Ulrich von Sachsen-Meiningen.

## Leben
Philippine Elisabeth war die jüngste Tochter des David Cäsar, eines hessen-kasselschen Hauptmanns. Philippines ältere Schwester Sophie Charlotte diente als Kammerjungfer der Prinzessin Elisabeth Ernestine am Meininger Hof. Philippine Elisabeth nahm 1706 deren Platz ein, nachdem Sophie Charlotte den Meininger Kapellmeister Schürmann geheiratet hatte.
Hier lernte Philippine Elisabeth den Prinzen Anton Ulrich kennen, mit dem sie sich 1711 in Amsterdam verheiratete. Die Hauptmannstochter galt als nicht ebenbürtig und Anton Ulrichs Ehe in seiner Familie als Skandal. Seine Angehörigen, vor allem Mutter und Brüder, begegneten Philippine mit Ablehnung.
Anton Ulrich konnte durch seine engen Beziehungen zu Kaiser Karl VI. erreichen, dass Philippine Elisabeth und die gemeinsamen Kinder 1727 als „Prinzessinen“ und „Prinzen von Sachsen-Meiningen“ in den Reichsfürstenstand erhoben wurden. Die Kinder als sukzessionsfähig erklären zu lassen, scheiterte aber auf Betreiben des Herzogs Friedrich III. von Sachsen-Gotha, der im Falle eines Aussterbens der meiningischen Familie, Hoffnungen auf Sachsen-Meiningen haben konnte. Kaiser Karl VII. schloss die Kinder Philippines 1744 durch nachträglichen Reichsschluss von der Erbfolge in Meiningen aus. Die Angelegenheit beschäftigte auch die deutschen kurfürstlichen Häuser, die die Reichsstände durch eine Wahlkapitulation des Kaisers sicherstellen ließen, dass Nachkommen aus Missheiraten nicht mit ebenbürtigen Nachkommen gleichzustellen seien.
Im selben Jahr 1744 starb Philippine Elisabeth. Am Tag nach ihrem Tod wurde das Trauergeläute begonnen und bald darauf verboten. Der Streit darüber hielt acht Wochen an. Der Sarg von Philippine Elisabeth wurde zunächst nicht in der Gruft beigesetzt, sondern einfach mit Sand überschüttet.

## Nachkommen
Aus ihrer Ehe hatte sie folgende Kinder:
- Philippine Antoinette (1712–1785)
- Philippine Elisabeth (1713–1781)
- Philippine Luise (1714–1771)
- Philippine Wilhelmine (1715–1718)
- Bernhard Ernst (1716–1778)
- Antonie Auguste (1717–1768)
- Sophie Wilhelmine (1719–1723)
- Karl Ludwig (1721–1727)
- Christine Friedrike (*/† 1723)
- Friedrich Ferdinand (*/† 1725)